# Saint-Jean-de-la-Porte
Saint-Jean-de-la-Porte – miejscowość i gmina we Francji, w regionie Owernia-Rodan-Alpy, w departamencie Sabaudia.
Według danych na rok 1990 gminę zamieszkiwało 600 osób, a gęstość zaludnienia wynosiła 37 osób/km² (wśród 2880 gmin regionu Rodan-Alpy Saint-Jean-de-la-Porte plasuje się na 1064. miejscu pod względem liczby ludności, natomiast pod względem powierzchni na miejscu 699.). 
Przez gminę przepływa rzeka Isère. 